# Jamahal Hill
Jamahal Hill (ur. 19 maja 1991 w Chicago) – amerykański zawodnik mieszanych sztuk walki (MMA). Od 2020 roku walczący w UFC, gdzie od 21 stycznia 2023 do 14 lipca 2023 był mistrzem w wadze półciężkiej.

## Życiorys
Urodził się 19 maja 1991. Gdy miał 12 lat przeniósł się do Grand Rapids. Ukończył Rogers High School w Wyoming, w stanie Michigan. Po zakończeniu kariery koszykarskiej na Uniwersytecie Davenport zaczął zawodowo rywalizować mieszanych sztukach walki.

## Kariera MMA

### Wczesna kariera
Rozpoczynając karierę w 2017 roku, zwyciężył pięć pierwszych zawodowych walk, w tym cztery odbywających się pod szyldem KnockOut Promotions. W swojej czwartej profesjonalnej walce pokonał bardziej doświadczonego przyszłego zawodnika UFC, Dequana Townsenda.
W 2019 wziął udział w programie Dana White’s Contender Series, w którym uczestnicy podczas poszczególnych sezonów na galach DWCS muszą zwyciężyć walkę w dobrym stylu, co gwarantuje podpisanie kontraktu z najlepszej federacją MMA na świecie – Ultimate Fighting Championship. Podczas Dana White’s Contender Series 21 Hill pokonał Alexandra Poppecka w drugiej rundzie i zdobył kontrakt z UFC.

### UFC
W debiucie dla amerykańskiej organizacji zmierzył się przeciwko Serbowi, Darko Stošićowi, 25 stycznia 2020 roku na UFC Fight Night 166. Wygrał walkę przez jednogłośną decyzję.
30 maja 2020 roku na UFC on ESPN: Woodley vs. Burns zmierzył się z Klidsonem Abreu. Zwyciężył walkę przez techniczny nokaut w pierwszej rundzie. Pojedynek został później unieważniony, ponieważ Hill uzyskał pozytywny wynik testu na obecność marihuany. W rezultacie został zawieszony na sześć miesięcy i ukarany grzywną w wysokości 15% swojej indywidualnej wypłaty.
5 grudnia 2020 roku na UFC on ESPN 19 stoczył walkę z Ovince'em Saint Preux. Podczas ważenia rywal ważył ponad limit wagi półciężkiej. Walka przebiegała w limicie umownym, a Saint Preux został ukarany grzywną w wysokości 20% gaży, która trafiła do Hilla. Hill wygrał walkę przez techniczny nokaut w drugiej rundzie.
20 marca 2021 podczas UFC on ESPN 21 miał zmierzyć się z Paulem Craigiem, jednak 10 marca wycofał się z walki po pozytywnym wyniku testu na obecność COVID-19. Pojedynek ze Szkotem przeniesiono na galę UFC 263, która odbyła się 2 czerwca 2021 roku. Hill przegrał przez techniczny nokaut w pierwszej rundzie po licznych uderzeniach łokciem.
2 października 2021 r. na UFC Fight Night 193 miał zawalczyć z Jimmym Crute'em, ale na początku września walka została przełożona na przypadającą dwa miesiące później galę UFC on ESPN: Font vs. Aldo. Wygrał walkę przez nokaut w pierwszej rundzie. To zwycięstwo przyniosło mu pierwszy bonus za występ wieczoru.
W walce wieczoru gali UFC Fight Night: Walker vs. Hill, która odbyła się 19 lutego 2022 skrzyżował rękawice z Johnnym Walkerem. Wygrał walkę przez nokaut w pierwszej rundzie. Zwycięstwo przyniosło mu drugą nagrodę bonusową w kategorii występ wieczoru.
6 sierpnia 2022 roku na UFC on ESPN 40 zmierzył się z Brazylijczykiem, Thiago Santosem. Wygrał walkę przez techniczny nokaut w czwartej rundzie. Pojedynek nagrodzono bonusem za najlepszą walkę wieczoru.
11 marca 2023 roku na UFC Fight Night 221 miało dojść do jego walki z doświadczonym Anthonym Smithem. Po remisie w pojedynku Jana Błachowicza z Magomedem Ankalajewem na gali UFC 282, który skomplikował sytuację w wadze półciężkiej, dywizja pozostała bez mistrza. Prezydent UFC – Dana White szybko znalazł rozwiązanie i ogłosił walkę Hilla z Gloverem Teixeirą o pas wagi półciężkiej, do której doszło 21 stycznia 2023 w Rio de Janeiro na UFC 283. Wygrał walkę przez jednogłośną decyzję sędziowską, rozbijając rywala przez pełne pięć rund i tym zdobywając mistrzostwo wagi półciężkiej. Walkę nagrodzono bonusem za walkę wieczoru.
14 lipca 2023 ogłosił na swoim kanale YouTube, że doznał poważnej kontuzji, a dokładnie zerwanie ścięgna Achillesa, przez co czekał go długi powrót do zdrowia i oktagonu UFC. W związku z zaistniałą sytuacją, by nie blokował dywizji innym zawodnikom przez swój brak aktywności zdecydował się na zwakowanie pasa mistrzowskiego kategorii półciężkiej UFC.
W walce wieczoru jubileuszowej gali UFC 300, która odbyła się 13 kwietnia 2024 w Las Vegas zawalczył z Alexem Pereirą o jego pas mistrzowski wagi półciężkiej. Już po trzech minutach rundy pierwszej został znokautowany przez Brazylijczyka.
Dwa miesiące później w tym samym mieście miał stoczyć pojedynek ze swoim rodakiem, Khalilem Rountree'em Jr.. Rountree został zmuszony do wycofania się z wydarzenia z powodu zażycia zabronionej substancji, która jest zakazana w Polityce Antydopingowej i został zastąpiony przez Carlosa Ulberga. Hill z kolei wycofał się z powodu kontuzji i został zastąpiony przez Anthony'ego Smitha.
18 stycznia 2025 na gali UFC 311 w Inglewood, przegrał przez techniczny nokaut w trzeciej rundzie z byłym mistrzem wagi półciężkiej UFC, Jiřím Procházką.
Oczekiwano, że 26 kwietnia 2025 podczas walki wieczoru gali w Kansas City, zmierzy się z niedoszłym rywalem, Khalilem Rountree Jr.. Ponownie rywal się wycofał, tym razem z powodu kontuzji i starcie przenisiono na wydarzenie w Azerbejdżanie, które odbyło się 21 czerwca 2025 w Baku. Hill uległ rywalowi po pięciu rundach jednogłośnie na punkty.

## Życie prywatne
Hill ma sześcioro dzieci.

## Osiągnięcia

### Mieszane sztuki walki
- KnockOut Promotions
  - 2018: Mistrz KOP w wadze półciężkiej
- Ultimate Fighting Championship
  - 2023: Mistrz UFC w wadze półciężkiej[3]

- MMAjunkie.com
  - 2022: Nokaut miesiąca luty vs. Johnny Walker[48]
  - 2023: Walka miesiąca styczeń vs. Glover Teixeira[49]

## Lista zawodowych walk w MMA
| Wynik     | Bilans   | Przeciwnik (bilans przed walką) | Rozstrzygnięcie                                 | Runda | Czas | Rozgrywki                               | Data       | Miejsce        | Uwagi |
| --------- | -------- | ------------------------------- | ----------------------------------------------- | ----- | ---- | --------------------------------------- | ---------- | -------------- | --- |
| Przegrana | 12-4 (1) | Khalil Rountree Jr. (13-6. 1NC) | Decyzja (jednogłośna)                           | 5     | 5:00 | UFC Fight Night: Hill vs. Rountree      | 21.06.2025 | Baku           | Main Event |
| Przegrana | 12-3 (1) | Jiří Procházka (30-5-1)         | TKO (ciosy pięściami)                           | 3     | 3:01 | UFC 311                                 | 18.01.2025 | Inglewood      | |
| Przegrana | 12-2 (1) | Alex Pereira (9-2)              | KO (lewy sierpowy i ciosy pięściami w parterze) | 1     | 3:14 | UFC 300                                 | 13.04.2024 | Las Vegas      | Pojedynek o pas mistrzowski UFC w wadze półcięzkiej. Main Event                                                                                    |
| Wygrana   | 12-1 (1) | Glover Teixeira (33-8)          | Decyzja (jednogłośna)                           | 5     | 5:00 | UFC 283                                 | 21.01.2023 | Rio de Janeiro | Zdobył wakujący pas mistrzowski UFC w wadze półciężkiej. Bonus za walkę wieczoru. Main Event                                                       |
| Wygrana   | 11-1 (1) | Thiago Santos (22-10)           | TKO (ciosy pięściami i łokciami)                | 4     | 2:31 | UFC on ESPN: Santos vs. Hill            | 06.08.2022 | Las Vegas      | Bonus za walkę wieczoru. Main Event |
| Wygrana   | 10-1 (1) | Johnny Walker (18-6)            | KO (cios pięścią)                               | 1     | 2:55 | UFC Fight Night: Walker vs. Hill        | 19.02.2022 | Las Vegas      | Bonus za występ wieczoru. Main Event |
| Wygrana   | 9-1 (1)  | Jimmy Crute (12-2)              | KO (prawy hak)                                  | 1     | 0:48 | UFC on ESPN: Font vs. Aldo              | 04.12.2021 | Las Vegas      | Bonus za występ wieczoru. |
| Przegrana | 8-1 (1)  | Paul Craig (14-4-1)             | TKO (łokcie i ciosy pięściami)                  | 1     | 1:59 | UFC 263                                 | 12.06.2021 | Glendale       | |
| Wygrana   | 8-0 (1)  | Ovince Saint Preux (25-14)      | TKO (ciosy pięściami)                           | 2     | 3:37 | UFC on ESPN: Hermansson vs. Vettori     | 05.12.2020 | Las Vegas      | Limit umowny -94 kg. |
| Nieodbyta | 7-0 (1)  | Klidson Abreu (15-4)            | No contest (zmiana werdyktu)                    | 1     | 1:51 | UFC on ESPN: Woodley vs. Burns          | 30.05.2020 | Las Vegas      | Początkowo zwycięstwo Hilla przez TKO. W związku z wykryciem w organizmie Amerykanina niedozwolonych środków wynik został zmieniony na No Contest. |
| Wygrana   | 7-0      | Darko Stošić (13-3)             | Decyzja (jednogłośna)                           | 3     | 5:00 | UFC Fight Night: Blaydes vs. dos Santos | 25.01.2020 | Raleigh        | Debiut w UFC. |
| Wygrana   | 6-0      | Alexander Poppeck (9-2)         | TKO (ciosy pięściami i łokciami)                | 3     | 0:22 | Dana White’s Contender Series 21        | 23.07.2019 | Las Vegas      | Pojedynek o kontrakt z UFC. |
| Wygrana   | 5-0      | William Vincent (5-7)           | TKO (niezdolność do kontynuowania walki)        | 1     | 5:00 | Lights Out Championship 2               | 16.02.2019 | Miami          | Limit umowny -102 kg. |
| Wygrana   | 4-0      | Dequan Townsend (19-7)          | Decyzja (jednogłośna)                           | 3     | 5:00 | KnockOut Promotions 62                  | 30.06.2018 | Grand Rapids   | |
| Wygrana   | 3-0      | William Vincent (4-6)           | Decyzja (jednogłośna)                           | 3     | 5:00 | KnockOut Promotions 61                  | 21.04.2018 | Grand Rapids   | |
| Wygrana   | 2-0      | Mike Johnson (0-0)              | TKO (ciosy pięściami)                           | 1     | 4:45 | KnockOut Promotions 59                  | 16.12.2017 | Grand Rapids   | |
| Wygrana   | 1-0      | Alex Davidson (0-0)             | Decyzja (jednogłośna)                           | 3     | 5:00 | KnockOut Promotions 58                  | 30.09.2017 | Grand Rapids   | Limit umowny -98 kg. |